# 佩雷霍尼夫卡 (霍洛瓦尼夫斯克區)
48°32′1″N 30°31′24″E / 48.53361°N 30.52333°E
佩雷霍尼夫卡（烏克蘭語：Перегонівка），是烏克蘭中部基洛夫格勒州霍洛瓦尼夫斯克区佩雷霍尼夫卡市镇内的村落及其行政中心。始建於1760年，面積6.78平方公里，海拔高度133米，2021年人口3,023，人口密度每平方公里508.7人。